# 龙兴街道 (南昌市)
龙兴街道是中华人民共和国江西省南昌市红谷滩区下辖的一个街道办事处。2022年7月7日，从生米街道析出璜源山社区和山图、中堡、铁路、 青岚、文青、璜溪村（新建区代管）设立龙兴街道。

## 行政区划
龙兴街道下辖以下村级行政区划单位：
璜源山社区、半山禧园社区、山图、中堡、铁路、 青岚、文青、璜溪村（新建区新建经开区璜溪管理处代管）。